# نجوين جانه
نجوين جانه (8 نوفمبر 1927 –11 يناير 2013) هو ضابط عسكري وديكتاتوري فيتنامي،شغل منصب رئيس وزراء فيتنام الجنوبية من 8 فبراير 1964 حتى 29 أغسطس 1964،ومرة أخرى من 3 سبتمبر 1964 حتى 26 أكتوبر 1964،ورئيس المجلس العسكري الثوري من 30 يناير 1964 حتى 8 فبراير 1964،ومرة أخرى من 16 أغسطس 1964 حتى 29 أغسطس 1964،كما كان رئيس حكومة فيتنام الحرة من 2005 حتى 2013.

## وفاته
توفي في سان خوسيه،كاليفورنيا في 11 يناير 2013.